# Walery Maryański
Walery Maryański vel Walerian Marjański (ur. 2 stycznia 1875 w Stulsku, zm. 6 maja 1946 w Krakowie) – generał brygady inżynier Wojska Polskiego, olimpijczyk, kawaler Orderu Virtuti Militari.

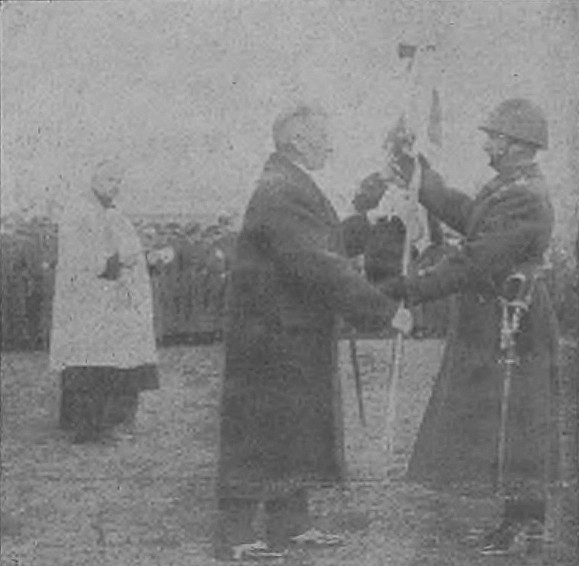
Gen. Walery Maryański wręcza dowódcy 12 pułku artylerii lekkiej sztandar (1938)

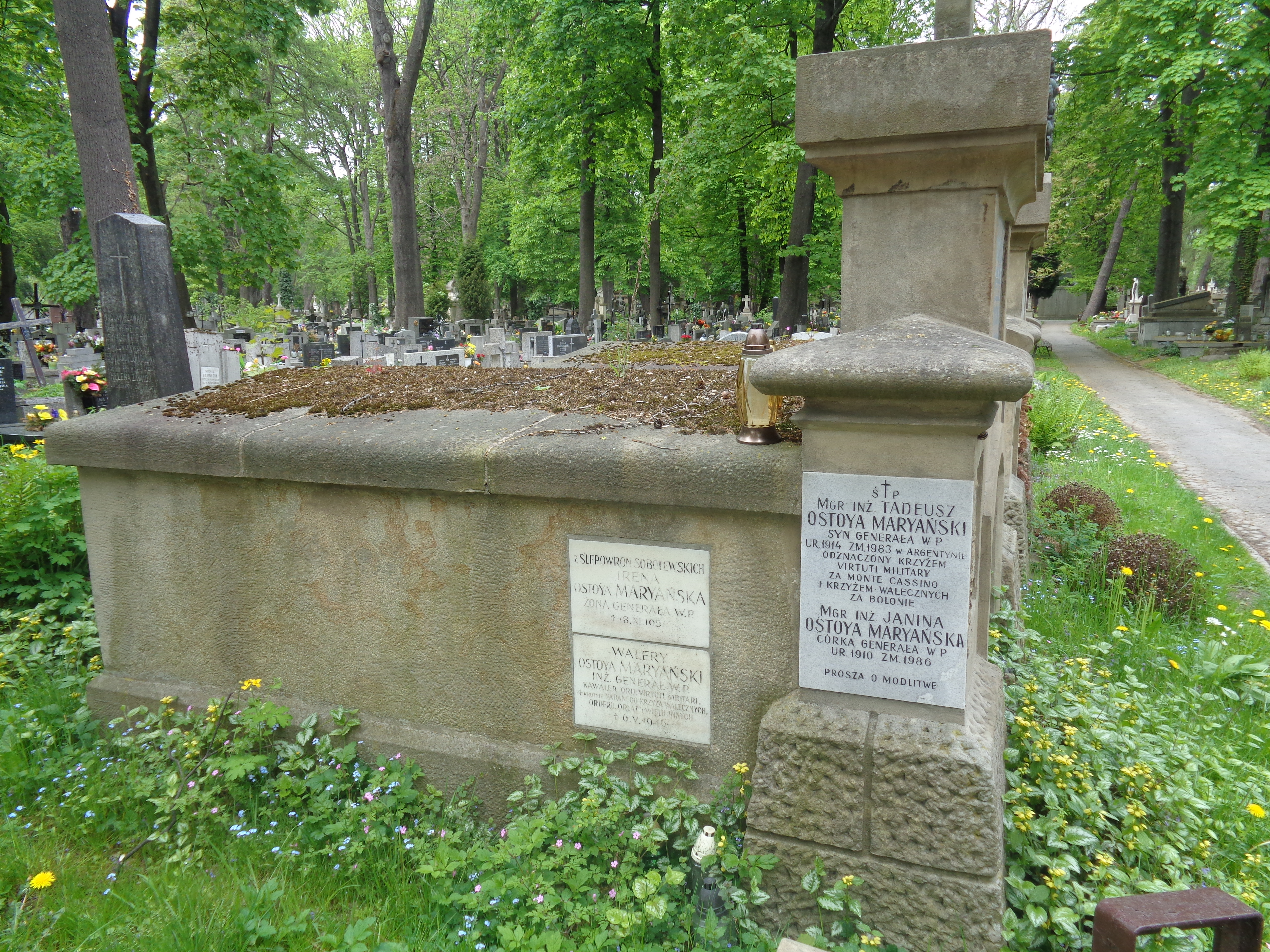
Grób Walerego Maryańskiego

## Życiorys
Urodził się w Stulsku, w ówczesnym powiecie żydaczowskim Królestwa Galicji i Lodomerii, w rodzinie Walerego, powstańca styczniowego, i Anieli z Młodnickich. W 1894 ukończył C. K. IV Gimnazjum we Lwowie, a trzy lata później Techniczną Akademię Wojskową w Wiedniu. W 1897 rozpoczął zawodową służbę wojskową w cesarskiej i królewskiej armii. Został wcielony do batalionu pionierów nr 15 w Klosterneuburgu, a w następnym roku przeniesiony do batalionu pionierów nr 11 w Przemyślu. W latach 1900–1902 był słuchaczem Wyższego Kursu Inżynieryjnego w Wiedniu (niem. Höherer Genie-Curs). W 1902 wrócił do macierzystego batalionu. W następnym roku został przydzielony do Wojskowego Komitetu Technicznego w Wiedniu. W 1908 wrócił do macierzystego oddziału. Jesienią 1912 został przeniesiony do batalionu saperów nr 11 we Lwowie. W latach 1912–1913 wziął udział w mobilizacji sił zbrojnych Monarchii Austro-Węgierskiej, wprowadzonej w związku z wojną na Bałkanach. W czasie I wojny światowej walczył na froncie galicyjskim, karpackim i besarabskim. W listopadzie 1916 został komendantem kursu minerów w Mautern. Do 1917 jego oddziałem macierzystym był nadal batalion saperów nr 11, a następnie batalion saperów nr 22. W 1917 otrzymał tytuł inżyniera.
8 listopada 1918 przyjęty został do Wojska Polskiego i przydzielony do Dowództwa „Wschód” na stanowisko zastępcy szefa sztabu i szefa inżynierii. 19 marca 1919 wyznaczony został na stanowisko kwatermistrza Frontu Galicyjskiego, a 1 października tego roku – szefa sztabu 12 Dywizji Piechoty. Od 20 lipca do 20 sierpnia 1920 pełnił obowiązki szefa sztabu 2 Armii, a później szefa sztabu Okręgu Generalnego „Lwów” we Lwowie. 24 września 1921 mianowany został I oficerem sztabu w Inspektoracie Armii Nr 5. 8 czerwca 1922 jako oficer Sztabu Generalnego wcielony został do oddziału macierzystego – 5 pułku saperów w Krakowie. Z dniem 1 października 1924 roku został mianowany dowódcą 12 Dywizji Piechoty w Tarnopolu.
1 grudnia 1924 roku Prezydent RP Stanisław Wojciechowski, na wniosek Ministra Spraw Wojskowych generała dywizji Władysława Sikorskiego awansował go na generała brygady ze starszeństwem z dniem 15 sierpnia 1924 roku i 17. lokatą w korpusie generałów. W czasie przewrotu majowego opowiedział się po stronie rządowej. Z dniem 1 marca 1927 roku został mu udzielony dwumiesięczny urlop z zachowaniem uposażenia, a z dniem 30 kwietnia 1927 roku został przeniesiony w stan spoczynku. Zamieszkał w resztówce Ryki w powiecie złoczowskim.
W 1924 w Paryżu był uczestnikiem Igrzysk Olimpijskich. Startował w konkurencji strzelania z pistoletu sylwetkowego, zajmując 21. miejsce.
Zmarł 6 maja 1946. Został pochowany 10 maja 1946 na cmentarzu Rakowickim w Krakowie (kwatera VI-płd-wsch-narożnik).
Był żonaty Ireną Sobolewską, z którą miał córkę Janinę (ur. 1908) i syna Tadeusza (ur. 1913), inżynierów rolników.

## Awanse
- podporucznik (leutnant) – 1 września 1897[21]
- porucznik (oberleutnant) – 1 listopada 1901[22]
- kapitan (hauptmann) – 1 maja 1911[23]
- major (major) – 1 maja 1917[24]
- pułkownik – zatwierdzony 29 maja 1920 z dniem 1 kwietnia 1920, w inżynierii i saperach, w grupie oficerów byłej armii austro-węgierskiej[25], zweryfikowany 3 maja 1922 ze starszeństwem z dniem 1 czerwca 1919 i 6. lokatą w korpusie oficerów inżynierii i saperów[26]
- generał brygady – 1 grudnia 1924 ze starszeństwem z dniem 15 sierpnia 1924 i 17. lokatą w korpusie generałów

## Ordery i odznaczenia
- Krzyż Srebrny Orderu Wojskowego Virtuti Militari nr 2720 (10 sierpnia 1922)[27][28]
- Krzyż Walecznych (czterokrotnie, po raz 1 i 2 w 1922)[29]
- Odznaka Honorowa „Orlęta”[19]
- Order Korony Żelaznej 3 klasy z dekoracją wojenną i mieczami (Austro-Węgry)[14]
- Krzyż Zasługi Wojskowej 3 klasy z dekoracją wojenną i mieczami (Austro-Węgry)[14]
- Signum Laudis Brązowy Medal Zasługi Wojskowej na wstążce Krzyża Zasługi Wojskowej (Austro-Węgry)[14]
- Signum Laudis Brązowy Medal Zasługi Wojskowej na czerwonej wstążce (Austro-Węgry)[14]
- Krzyż Wojskowy Karola (Austro-Węgry)[14]
- Brązowy Medal Jubileuszowy Pamiątkowy dla Sił Zbrojnych i Żandarmerii (Austro-Węgry)[14]
- Krzyż Jubileuszowy Wojskowy (Austro-Węgry)[14]
- Krzyż Pamiątkowy Mobilizacji 1912–1913 (Austro-Węgry)[11]